# Hust
Hust (în ucraineană Хуст) este un oraș regional din regiunea Transcarpatia, Ucraina. A făcut parte din cele cinci târguri de coroană maramureșene (alături de Visc, Teceu Mare, Câmpulung și Sighet), fiind atestat documentar în anul 1324. 
În afara localității principale, mai cuprinde și satele Certij, Kireși și Zaricine. Deși subordonat direct regiunii, el este și reședința raionului Hust.
După 1920, când orașul a făcut parte din Cehoslovacia, acolo a fost construit un oraș de grădină model (Colonia Masaryk).

## Demografie
Componența lingvistică a orașului Hust
     Ucraineană (90,22%)
     Maghiară (4,75%)
     Rusă (4,09%)
     Alte limbi (0,67%)
Conform recensământului din 2001, majoritatea populației orașului Hust era vorbitoare de ucraineană (90,22%), existând în minoritate și vorbitori de maghiară (4,75%) și rusă (4,09%).